# Liste des constellations par date de création
Voici la liste des constellations par date de création avec :
- en blanc les 88 constellations toujours en usage définies par l'Union astronomique internationale en 1930
- en gris clair les constellations d'autrefois devenues obsolètes
- en gris foncé les tentatives notables pour créer de nouvelles constellations qui n'ont jamais obtenu de reconnaissance et furent rapidement oubliées

Note : les Chinois ont historiquement regroupé différemment des Occidentaux les étoiles visibles depuis leur territoire. L'article Astérisme chinois  décrit leur découpage.
Certains groupes de constellations appellent des remarques. Vous les trouverez au bas de cette page.

## Liste des constellations
La connaissance des constellations antiques nous provient de Ptolémée. Leurs auteurs nous sont pour l'ensemble inconnus.
| Constellation                             | Nom latin                                                  | Date         | Créateur(s)                    | Remarques |
| ----------------------------------------- | ---------------------------------------------------------- | ------------ | ------------------------------ | --- |
| Aigle                                     | Aquila                                                     | -? Antiquité | ?                              | |
| Andromède                                 | Andromeda                                                  | -? Antiquité | ?                              | |
| Autel                                     | Ara                                                        | -? Antiquité | ?                              | |
| Balance                                   | Libra                                                      | -? Antiquité | ?                              | Une des douze du zodiaque |
| Baleine                                   | Cetus                                                      | -? Antiquité | ?                              | |
| Bélier                                    | Aries                                                      | -? Antiquité | ?                              | Une des douze du zodiaque |
| Bouvier                                   | Bootes                                                     | -? Antiquité | ?                              | |
| Cancer                                    | Cancer                                                     | -? Antiquité | ?                              | Une des douze du zodiaque |
| Capricorne                                | Capricornus                                                | -? Antiquité | ?                              | Une des douze du zodiaque |
| Cassiopée                                 | Cassiopeia                                                 | -? Antiquité | ?                              | |
| Centaure                                  | Centaurus                                                  | -? Antiquité | ?                              | |
| Céphée                                    | Cepheus                                                    | -? Antiquité | ?                              | |
| Petit Cheval                              | Equuleus                                                   | -? Antiquité | ?                              | |
| Grand Chien                               | Canis Major                                                | -? Antiquité | ?                              | |
| Petit Chien                               | Canis Minor                                                | -? Antiquité | ?                              | |
| Cocher                                    | Auriga                                                     | -? Antiquité | ?                              | |
| Corbeau                                   | Corvus                                                     | -? Antiquité | ?                              | |
| Coupe                                     | Crater                                                     | -? Antiquité | ?                              | |
| Couronne australe                         | Corona Australis                                           | -? Antiquité | ?                              | |
| Couronne boréale                          | Corona Borealis                                            | -? Antiquité | ?                              | |
| Cygne                                     | Cygnus                                                     | -? Antiquité | ?                              | |
| Dauphin                                   | Delphinus                                                  | -? Antiquité | ?                              | |
| Dragon                                    | Draco                                                      | -? Antiquité | ?                              | |
| Éridan                                    | Eridanus                                                   | -? Antiquité | ?                              | |
| Flèche                                    | Sagitta                                                    | -? Antiquité | ?                              | |
| Gémeaux                                   | Gemini                                                     | -? Antiquité | ?                              | Une des douze du zodiaque |
| Hercule                                   | Hercules                                                   | -? Antiquité | ?                              | |
| Hydre                                     | Hydra                                                      | -? Antiquité | ?                              | |
| Lièvre                                    | Lepus                                                      | -? Antiquité | ?                              | |
| Lion                                      | Leo                                                        | -? Antiquité | ?                              | Une des douze du zodiaque |
| Loup                                      | Lupus                                                      | -? Antiquité | ?                              | |
| Lyre                                      | Lyra                                                       | -? Antiquité | ?                              | |
| Navire Argo                               | Argo Navis                                                 | -? Antiquité | ?                              | En 1752, à cause de sa grande taille, Lacaille la découpa en 3 parties: la Carène, la Poupe et les Voiles. Son « mât » fut utilisé pour créer la Boussole. |
| Ophiuchus ou Serpentaire                  | Ophiuchus                                                  | -? Antiquité | ?                              | Elle est parfois considérée comme une constellation du zodiaque dans lequel elle se trouve effectivement. |
| Orion                                     | Orion                                                      | -? Antiquité | ?                              | |
| Grande Ourse                              | Ursa Major                                                 | -? Antiquité | ?                              | |
| Petite Ourse                              | Ursa Minor                                                 | -? Antiquité | ?                              | |
| Pégase                                    | Pegasus                                                    | -? Antiquité | ?                              | |
| Persée                                    | Perseus                                                    | -? Antiquité | ?                              | |
| Poisson austral                           | Piscis Austrinus                                           | -? Antiquité | ?                              | |
| Poissons                                  | Pisces                                                     | -? Antiquité | ?                              | Une des douze du zodiaque |
| Sagittaire                                | Sagittarius                                                | -? Antiquité | ?                              | Une des douze constellations du zodiaque |
| Scorpion                                  | Scorpius                                                   | -? Antiquité | ?                              | Une des douze du zodiaque |
| Serpent                                   | Serpens                                                    | -? Antiquité | ?                              | |
| Taureau                                   | Taurus                                                     | -? Antiquité | ?                              | Une des douze du zodiaque |
| Triangle                                  | Triangulum                                                 | -? Antiquité | ?                              | |
| Verseau                                   | Aquarius                                                   | -? Antiquité | ?                              | Une des douze du zodiaque |
| Vierge                                    | Virgo                                                      | -? Antiquité | ?                              | Une des douze du zodiaque |
| Antinoüs                                  | Antinous                                                   | 132          | Hadrien                        | Obsolète, ses étoiles furent "rendues" à la constellation de l'Aigle par l'UAI en 1930. |
| Triangle austral                          | Triangulum Australe                                        | 1503         | Vespucci                       | Reprise par Keyser et de Houtman, puis présentée par Bayer. |
| Chevelure de Bérénice                     | Coma Berenices                                             | 1536         | Vopel                          | Créée à partir du Lion. Elle est la seule constellation avec l'Écu de Sobieski qui doive son nom à un personnage historique (deux souverains) et à avoir subsisté. Elle fut popularisée par Gerardus Mercator, Tycho Brahe et Johann Bayer. |
| Colombe                                   | Columba                                                    | 1592         | Plancius                       | Popularisée par Royer. Créée à partir du Grand Chien. |
| Gardien du pôle ou Polophylax             | Custos Polarisorum                                         | 1592         | Plancius                       | Obsolète |
| -Abeille -Mouche Australe -Mouche         | -Apis -Musca Australis -Musca                              | 1595-1597    | Plancius, Keyser et de Houtman | Présentée par Bayer. Renommée "Mouche australe" par Lacaille en 1752 puis raccourcie en "Mouche" lorsque la constellation de la Mouche Boréale devint obsolète. |
| Caméléon                                  | Chamaeleon                                                 | 1595-1597    | Plancius, Keyser et de Houtman | Présentée par Bayer |
| Dorade                                    | Dorado                                                     | 1595-1597    | Plancius, Keyser et de Houtman | Présentée par Bayer, fut aussi connue sous le nom de "Xiphias" aux XVIIe et XVIIIe siècles. |
| Grue                                      | Grus                                                       | 1595-1597    | Plancius, Keyser et de Houtman | Présentée par Bayer, nommée "Flamand" en Angleterre durant le XVIIe siècle |
| Hydre mâle                                | Hydrus                                                     | 1595-1597    | Plancius, Keyser et de Houtman | Présentée par Bayer |
| Indien                                    | Indus                                                      | 1595-1597    | Plancius, Keyser et de Houtman | Présentée par Bayer |
| Oiseau de paradis                         | Apus                                                       | 1595-1597    | Plancius, Keyser et de Houtman | Présentée par Bayer |
| Paon                                      | Pavo                                                       | 1595-1597    | Plancius, Keyser et de Houtman | Présentée par Bayer |
| Phénix                                    | Phoenix                                                    | 1595-1597    | Plancius, Keyser et de Houtman | Présentée par Bayer |
| Poisson volant                            | Volans                                                     | 1595-1597    | Plancius, Keyser et de Houtman | Présentée par Bayer |
| Toucan                                    | Tucana                                                     | 1595-1597    | Plancius, Keyser et de Houtman | Présentée par Bayer |
| Croix du Sud                              | Crux                                                       | 1597-1603    | Plancius                       | Présentée par Bayer. Créée à partir du Centaure |
| Coq                                       | Gallus                                                     | 1612-1613    | Plancius                       | Présentée par Bartsch, obsolète |
| Petit Crabe                               | Cancer Minor (en)                                          | 1612-1613    | Plancius                       | Créée à partir d'étoiles des Gémeaux adjacentes au Cancer. Obsolète |
| Girafe                                    | Camelopardalis                                             | 1612-1613    | Plancius                       | Présentée par Bartsch |
| -Guêpe -Fleur-de-Lys -Mouche Boréale      | -Vespa -Lilium -Musca Borealis                             | 1612-1613    | Plancius                       | Initialement nommée "Abeille" par Plancius, Bartsch la renomma "Guêpe" en 1624, ce nom étant déjà utilisé par Bayer. Elle fut également appelée "Essaim", autre traduction de "vespa". Vers 1690 Hevelius la nomma "Mouche", mais en 1752 Lacaille la renomma "Mouche Boréale" pour éviter la confusion avec son homonyme. En 1679, Royer utilisa ces étoiles pour créer la constellation "Fleur-de-Lys" en l'honneur de Louis XIV, sans succès. Obsolète (rattachée au Bélier). |
| Jourdain                                  | Jordanus                                                   | 1612-1613    | Plancius                       | Obsolète |
| Licorne                                   | Monoceros                                                  | 1612-1613    | Plancius                       | Présentée par Bartsch |
| Tigre                                     | Tigris                                                     | 1612-1613    | Plancius                       | D'après le fleuve, Tigre. Présentée par Bartsch, ne fut pas reprise dans les Atlas de Bode et tomba rapidement dans l'oubli. Obsolète |
| Chêne de Charles                          | Robur Carolinum                                            | 1679         | Halley                         | Créée en l'honneur du roi Charles II d'Angleterre. Obsolète |
| Sceptre et Main de la Justice             | Sceptrum et Manus Iustitiae                                | 1679         | Royer                          | Créée en l'honneur du roi Louis XIV. Son nom incommode poussa à la renommer plusieurs fois (Sceptrum Imperiale, Stellio, Scettro) jusqu'à son remplacement. Fut utilisé en partie pour créer le Lézard, le reste fut rattaché à Andromède. Obsolète |
| Chiens de chasse                          | Canes Venatici                                             | 1687         | Hevelius                       | |
| Lézard                                    | Lacerta                                                    | 1687         | Hevelius                       | |
| Lynx                                      | Lynx                                                       | 1687         | Hevelius                       | Nommée ainsi car "ses étoiles sont si faibles qu'il faut des yeux de Lynx pour les voir". |
| Sceptre de Brandenburg                    | Sceptrum Brandenburgicum                                   | 1688         | Kirch                          | Créée en l'honneur de la famille royale des Brandebourg. Obsolète, néanmoins son nom Sceptrum reste conservé par une de ses étoiles les plus brillantes, 53 Eridani. |
| Cerbère ou Rameau de Cerbère              | Cerberus ou Cerberus et Ramus                              | 1690         | Hevelius                       | Fut parfois appelée simplement "Rameau" (Ramus Pomifer (en)). Obsolète |
| Écu de Sobieski ou Écu                    | Scutum                                                     | 1690         | Hevelius                       | Créée en l'honneur du roi Jean III Sobieski de Pologne. Elle est la seule constellation avec la Chevelure de Bérénice qui doive son nom à un personnage historique (deux souverains) à avoir subsisté. Couramment nommée l'"Écu". |
| Petit Lion                                | Leo Minor                                                  | 1690         | Hevelius                       | |
| Mont Mainalos                             | Mons Maenalus                                              | 1690         | Hevelius                       | D'après une montagne de Grèce. Obsolète |
| -Petit Renard et l'oie -Petit Renard      | -Vulpecula cum Anser -Vulpecula                            | 1690         | Hevelius                       | Originellement "le Petit Renard et l’Oie" (Vulpecula cum Anser), Hevelius considérait le Renard et l'Oie comme une seule constellation. Elle fut coupée en deux parties puis à nouveau rassemblée sous le nom de "Petit Renard". L’oie qui était représentée dans la gueule du renard n’est plus présente officiellement mais a donné son nom à l’étoile a, « Anser ». |
| Sextant                                   | Sextans                                                    | 1690         | Hevelius                       | Avant Hevelius, le moine Antoine de Rheita créa en 1643 approximativement à cet endroit la constellation du "Suaire du Christ", mais elle ne fut jamais reconnue. |
| Petit Triangle                            | Triangulum Minus                                           | 1690         | Hevelius                       | Voisin du Triangle ou Grand Triangle. Malgré sa création simpliste, il connut un franc succès avant que ses étoiles ne soient intégrées au Triangle. Obsolète |
| Renne                                     | Tarandus vel Rangifer                                      | 1736         | Le Monnier                     | Obsolète |
| Boussole                                  | Pyxis                                                      | 1752         | Lacaille                       | À partir du mât du Navire Argo, pourrait avoir été nommé le "Mât". À partir de ses étoiles, Bode tenta de créer la constellation de la Navigation (Lochium Funis (en)), sans succès. |
| Burin                                     | Caelum                                                     | 1752         | Lacaille                       | |
| Carène                                    | Carina                                                     | 1752         | Lacaille                       | À partir du Navire Argo (datant de l'Antiquité, mentionné par Ptolémée) |
| Compas                                    | Circinus                                                   | 1752         | Lacaille                       | À partir du Centaure et du Loup |
| Fourneau                                  | Fornax                                                     | 1752         | Lacaille                       | À partir de l'Éridan |
| Horloge                                   | Horologium                                                 | 1752         | Lacaille                       | |
| Machine pneumatique                       | Antlia                                                     | 1752         | Lacaille                       | |
| Microscope                                | Microscopium                                               | 1752         | Lacaille                       | |
| Octant                                    | Octans                                                     | 1752         | Lacaille                       | |
| Peintre                                   | Pictor                                                     | 1752         | Lacaille                       | |
| Poupe                                     | Puppis                                                     | 1752         | Lacaille                       | À partir du Navire Argo (datant de l'Antiquité, mentionnée par Ptolémée). |
| Règle                                     | Norma                                                      | 1752         | Lacaille                       | |
| -Réticule -Cadrant Solaire                | -Reticulum -Solarium                                       | 1752         | Lacaille                       | Alexander Jamieson remplaça dans son atlas le Réticule par le Cadrant Solaire (Solarium (en)). Ce fut repris par Elijah Hinsdale Burritt dans son atlas une dizaine d'années plus tard. Il ne fut jamais populaire. |
| Sculpteur                                 | Sculptor                                                   | 1752         | Lacaille                       | |
| Table                                     | Mensa ou Mensa Mons                                        | 1752         | Lacaille                       | Originellement nommée Mensa Mons, la Montagne-table, son nom vient de la montagne surplombant Le Cap, en Afrique du Sud, où Nicolas-Louis de Lacaille réalisa ses relevés. |
| Télescope                                 | Telescopium                                                | 1752         | Lacaille                       | À partir du Sagittaire et de la Couronne australe. |
| Voiles                                    | Vela                                                       | 1752         | Lacaille                       | À partir du Navire Argo (datant de l'Antiquité, mentionnée par Ptolémée). |
| Tortue (en)                               | Testudo                                                    | 1753         | Hill                           | à partir des Poissons. Obsolète |
| Le Messier                                | Custos Messium                                             | 1775         | Lalande                        | Créée en l'honneur de Charles Messier. Obsolète |
| -Grive solitaire -Chouette                | -Turdus Solitarius -Noctua                                 | 1776         | Le Monnier                     | Elle fut anonymement renommée la "Chouette" au plus tard en 1822, année à laquelle elle apparaît dans un atlas d'Alexander Jamieson sous ce nom. Obsolète |
| Taureau de Poniatowski                    | Taurus Poniatovii                                          | 1777         | Poczobutt-Odlanicki            | Créée en l'honneur du roi Stanislas II de Pologne. Obsolète |
| Télescope de Herschel                     | Telescopium Herschelii                                     | 1781         | Hell                           | Créée en l'honneur de l'astronome anglais Sir William Herschel. Obsolète |
| Gloire de Frédéric ou Honneur de Frédéric | Frederici Honores ou Honores Friderici ou Gloria Frederici | 1787         | Bode                           | Créée en l'honneur de Frédéric le Grand. Obsolète |
| Harpe de George                           | Psalterium Georgii ou Harpa Georgii                        | 1789         | Hell                           | Créée en l'honneur du roi George III du Royaume-Uni. Obsolète |
| Quadrant ou Quadrant Mural                | Quadrans Muralis                                           | 1795         | Lalande                        | Malgré sa faible reconnaissance, elle laissa son nom à des essaims de météorites : les Quadrantides. Obsolète |
| Montgolfière                              | Globus Aerostaticus                                        | 1798         | Lalande                        | Obsolète |
| Chat                                      | Felis                                                      | 1799         | Lalande                        | Obsolète |
| Machine électrique                        | Machina Electrica                                          | 1800         | Bode                           | Obsolète |
| Imprimerie                                | Officina Typographica                                      | 1801         | Bode                           | Obsolète |

## Remarques
- En 1627, l'Allemand Julius Schiller, jugeant certainement la voûte céleste trop païenne à son goût, tenta vainement de la christianiser, remplaceant les constellations du zodiaque par celles des douze apôtres du Christ, Orion par saint Joseph, le Cygne par la Croix et sainte Hélène, la Grande Ourse par la Barque de saint Pierre, le Navire Argo par l'Arche de Noë, etc. Il nous laissa sa vision chrétienne du ciel dans un atlas aux superbes illustrations : Coelum Stellatum Christianum.